# MotoGP FIM-nagydíj
A MotoGP FIM-nagydíj a MotoGP egy korábbi versenye, melyet egyszer, 1993-ban rendeztek meg.

## A győztesek
| Év   | Helyszín | 125 cm³                 | 250 cm³                | 500 cm³              | Összefoglaló |
| ---- | -------- | ----------------------- | ---------------------- | -------------------- | ------------ |
| 1993 | Jarama   | Ralf Waldmann (Aprilia) | Harada Tecuja (Yamaha) | Alex Barros (Suzuki) | Összefoglaló |